# Axexê
Axexê cerimônia realizada após o ritual fúnebre (enterro) de uma pessoa iniciada no candomblé.Tudo começa com a morte do iniciado, chamado de ultima obrigação, este ritual é especial, particular e complexo, pois possibilita a  desfazer o que tinha sido feito na feitura de santo, é bem semelhante com o processo iniciático chamado de sacralização, só que agora este procedimento é uma inversão chamada de dessacralização, no sentido de liberação do Orixá protetor do corpo da pessoa.
Com uma navalha o Babalorixá ou ialorixá raspa o topo do crânio do falecido e retira o Oxu, juntamente com todos os pós colocado na sua iniciação, em seguida quebra-se um ovo, oferece um obi Obi ritual, pintando-o com efum, uáji, e ossum, coloca-se um novo oxu, um pombo é sacrificado, o sangue que escorre é recolhido num pedaço de algodão, parte dos objetos é enrolado no pano branco e colocado na sepultura, e outra é levado para dar inicio ao ritual do axexê propriamente dito.  
Junta-se todos seus pertences pessoais utilizados em sacrifícios e obrigações, como roupas, colares, nem sempre os assentamentos dos orixás são desfeitos, se faz uma consulta oracular (jogo de búzio) "merindilogum" para se saber do destino dos objetos separados, se ficam com alguém. Em caso positivo, o objeto ou objetos em questão é lavado com água sagrada e entregue aos herdeiros revelado(s) no oráculo, e em caso negativo, o objeto é separado para junto com os demais e, após serem os colares rompidos juntamente com o quelé, as roupas rasgadas e os assentamentos quebrados, são colocados em uma trouxa que será entregue em um local também indicado pelo oráculo. Normalmente, a trouxa, chamada de Carrego de Egum, é acompanhada de um animal sacrificado, indo de uma única ave a um quadrúpede acompanhado de várias aves, dependendo do grau iniciático do morto. E ainda, se o falecido era um iniciado de pouco tempo, basta um lençol branco para embalar o carrego, se tratar de alguém mais graduado, o carrego é colocado em um grande balaio, o qual é depois embalado no lençol.
O processo de preparação e entrega, ou despacho do Carrego de Egum é a cerimônia fúnebre mínima que se dedica a qualquer iniciado no candomblé quando morre. As variações surgem, como foi já colocado, dependendo do grau iniciático ao qual pertencia o morto mas também da Nação em que fora iniciado. 
Se o morto era uma pessoa graduada na religião é que mereceria um axexê. O axexê nesses casos antecede ao Carrego de Egum e consiste em uma, três ou seis noites de cânticos e danças na qual se celebra a partida do iniciado para o outro mundo, rememorando o nome de outros iniciados já falecidos e, enfim,  os eguns em geral. 
Canta-se também a certa altura para os orixás, menos para Xangô, para os quais se canta no depois da entrega do carrego no ritual do arremate. Todos os participantes devem vestir branco, a cor do nascimento e da morte no candomblé, as mulheres devem estar com a cabeça e o pescoço cobertos e os homens com os pulsos envoltos na palha da costa. 
Obedecem-se vários preceitos rígidos de comportamento dentro do terreiro durante todo o processo, para evitar melindrar o espírito que está sendo respeitosamente despedido. 
Depois do carrego despachado, canta-se o arremate no dia seguinte à tarde, antes do pôr-do-sol, as mesmas cantigas do axexê são ainda entoadas e no final são louvados os orixás, e empreende-se uma limpeza ritual do terreiro, com a participação eventual dos orixás que porventura tenha se manifestado em seus eleguns. 
Ao longo do Axexê mesmo somente orixás mais ligados à morte como Oiá-Iansã, Obaluaiê, Nanã e Ogum, etc. costumam se manifestar. No caso em que o morto era um pai ou mãe de santo cujo terreiro permanecerá ainda aberto, deverá ficar fechado ao público durante um ano ou mais conforme determinação do jogo, mas as cerimônias internas continuam, costuma-se repetir o ritual de um, três, seis meses, e um, três, sete anos depois do axexê inicial. 
O axexê também é conhecido pelos nomes de sirrum e zerim, termos que, em língua fon, designam os instrumentos percutidos em substituição aos atabaques. 
O sirrum é uma metade de cabaça emborcada em um alguidar onde se encontra uma mescla de substâncias líquidas abô e o zerim é um pote com certas substâncias dentro que é percutido com um abano (leque de palha) dobrado em dois. 
Quando se trata de uma pessoa especialmente antiga e poderosa na religião, o axexê é tocado com atabaques mesmo, com os couros ligeiramente afrouxados para serem depois também despachados no carrego. Em alguns terreiros da Nação Queto também se usa tocar axexê com três cabaças: duas inteiras e uma com a ponta cortada.